# VIEW Suicaカード
- 東日本旅客鉄道 > ビューカード > VIEW Suicaカード
- Suica > VIEW Suicaカード

「ビュー・スイカ」カード (VIEW Suica Card) は、株式会社ビューカードおよび提携クレジットカード会社が発行するクレジットカードであるビューカードの内、Suica機能を有するものである。なお、本項目では「VIEW Suicaカード」の表記も使用している。
（Suica機能なしの従来型ビューカード、およびビューカード全般のサービスについては「ビューカード」を参照のこと。）

## 概要
JR東日本が従来から発行していたビューカードにSuicaの機能を加えたもので、2003年（平成15年）5月19日から会員の募集を開始し、同年7月1日から利用を開始した。利用開始に際してJCBブランドとの提携を行っている。
当初はSuicaイオカードのみの機能であったが、2006年（平成18年）1月10日からSuica定期券の機能を加えたVIEW Suicaカードの募集も開始された。
2010年（平成22年）2月1日にはJR東日本の子会社である株式会社ビューカードが、クレジットカードに関する事業をJR東日本から承継した。このため現在は株式会社ビューカードによる発行となっている。

## 主な特徴

### Suica単独カードとの違い
VIEW Suicaカードでは、My Suica（記名Suica）またはSuica定期券に次の特徴が加わっている。
- ビューカード機能を有する。
- オートチャージに対応している。
- デポジット（500円）が不要である。
- JRE POINTチャージ： ビューカードやSuicaなどの利用で貯まったJRE POINTを、カードへのSuicaチャージに引き換えることができる。引き換えは1ポイント単位で、チャージ金額は1ポイントに付き1円となる。

更新時、新しいカード（ビューカード）が到来した場合旧カードのチャージ金額は手数料無しでの払い戻しとなる。払い戻しは ATM である「ビューアルッテ」 (VIEW ALTTE) で取り扱い、払い戻し済の旧カードはSuica機能も無効になる。なお、VIEW Suicaカードに購入した定期券の有効期限がクレジットカードの有効期限を超える場合は、定期券の有効期限まではSuicaの機能の部分のみ利用できる。

### 国際ブランド
株式会社ジェーシービー並びにユーシーカード株式会社との加盟店開放契約によるJCB、VISA及びMasterCardの各ブランドのカードを発行している。会員募集開始当時はJCBとVISAブランドのみであったが、2004年（平成16年）2月16日からMasterCardブランドの募集も開始されている。
発行が開始された当時のVISAブランドのカードは利用可能地域が日本に限られていた。2004年（平成16年）4月30日以降に発行されたカードから国際カードとして利用することができる様になった（地域限定となった経緯に関しては、次項のエンボスレスカードで述べる）。

### エンボスレスカード
Suicaでは非接触ICカード通信技術 FeliCaを利用している。一般のFeliCa利用カードにはアンテナ線がカードの端に沿って四角型に配置されているが、Suicaの場合は他のFeliCa利用カードと重ねて使用しても改札機の電波を受信しやすくするために木の葉の輪郭のようなアンテナ線配置になっている。そのため、カード中心部に近い位置を走るこのアンテナとカード番号などを刻印するエンボスが干渉することから、クレジットカードとしては世界初のエンボスレスカード（カード番号の凹凸がないカード）として発行された。
この結果、当時インプリンタによる刻印写し取り方式が主流であった東南アジアや中国本土の市中での決済が滞るとの懸念からVISA Internationalが難色を示し、当初は日本でのみ利用可能とした。その後利用実績が考慮され、2004年（平成16年）4月30日より国際的に使える様になった（これに伴い従来のVIEW-VISAカードの新規受付は中止となった）。
VIEW Suicaカードの中で、VISAおよびMasterCardブランドのカードの表面には、インプリンタでは使用できないことを意味する「ELECTRONIC USE ONLY」という注意書きが表示されている。なお、株式会社パスモが発行する一体型Pastownカード（VISAブランドのみ）などのPASMOや、阪急阪神カードのエメラルドSTACIA PiTaPa VISAカードなどのPiTaPaのように、交通系ICカードが一体になっているクレジットカードは同様の理由から全てエンボスレスカードになっている。またVIEW SuicaカードのJCBブランドの場合は、カードの裏面に「インプリンタは使用できません」という注意書きが記載されている。

### オートチャージ
2006年（平成18年）10月1日から、事前設定をすることによって、設定した金額以下の残額になった場合に自動改札機でクレジットカードから自動的にチャージされるオートチャージサービスを開始した。2009年（平成21年）7月25日には、ビューアルッテを利用してビューカードと登録情報が同じであるMy Suicaをリンクさせることにより、My Suicaにもオートチャージできるサービスを開始した（My SuicaにはSuica定期券、記名式地域連携ICカード、ゆうちょICキャッシュカードSuica、学生証・社員証Suicaが含まれる）。
このサービスは、事前にビューアルッテでオートチャージ金額などを設定すると、読み取り部分が青色の改札機から入場する際に、設定した条件でチャージが自動的に行われる。オートチャージが行われるのは、Suica・PASMOエリアのみで当初は改札入場時のみであったが、2018年（平成30年）3月17日から改札出場時でもオートチャージが行われるようになった。一部の地域連携ICカードエリアでもバス利用時にオートチャージを行うことが可能である。新幹線の改札、1ラッチ乗換え改札、電子マネー使用時、並びにSuica・PASMOエリア以外の、JR各社・他社局の相互利用エリアでの改札では行われない。また、簡易改札機（ドアの無い改札機）ではオートチャージができないが、ドアの無い改札機であってもICモジュールが青色に点灯しているタイプではオートチャージができる（なお、一部オートチャージができない駅がある）。
仙台・新潟エリアは当初オートチャージサービスの対象外であったが、2010年（平成22年）3月13日からオートチャージが利用可能となった。オートチャージは同時にモバイルSuicaでも利用可能となり、この場合は決済カードがVIEW Suicaカードに限定される。
金額の設定は、1回10,000円以下の範囲であれば1,000円単位で設定でき、変更も可能である。
バス利用時にオートチャージを行うことが可能である地域連携ICカードエリア並びに高速バス路線は以下の通り。下記の地域連携ICカードエリア以外ではバス利用時におけるオートチャージは行われない。
- Iwate Green Passエリア（岩手県交通、「Iwate Green Pass」を導入しているコミュニティバス事業者）[5]
- iGUCAエリア（岩手県北自動車、ジェイアールバス東北（早坂高原線、「白樺号」、「スワロー号」））[6][7]
  - 『アーバン号』は岩手県交通・岩手県北自動車運行便のみ[注 1]、仙台 - 釜石線は岩手県交通運行便のみ[注 2]、『ヨーデル号』『あすなろ号』[注 3]『みちのく号』[注 4]『三陸高速バス』[注 2]は岩手県北自動車運行便のみオートチャージが利用可能である他、『八盛号』岩手県北自動車盛岡南営業所（盛岡ナンバー）担当便[注 5]のみオートチャージが利用可能である。
- odecaエリア（気仙沼線・大船渡線BRT）
- LOCOCAエリア（新常磐交通、ジェイアールバス関東（白棚線））
- totraエリア（関東自動車、ジェイアールバス関東（宇都宮支店・西那須野支店）、宇都宮市地域内交通、宇都宮ライトレール）
- nolbéエリア（上信観光バス、群馬中央バス、日本中央バス、日本中央交通、群馬バス、矢島タクシー、永井運輸、「nolbé」を導入しているコミュニティバス）[注 6]
  - 日本中央バスが運行する前橋・高崎 - 池袋・新宿・秋葉原・東京駅線は群馬県内と東京都内双方から乗車の場合はオートチャージが利用可能であるが、前橋・高崎 ・藤岡- 羽田空港線は日本中央バス運行便かつ群馬県内から乗車の場合のみオートチャージが利用可能である[注 7]。
- KURURUエリア（アルピコ交通、長電バス、「KURURU」を導入しているコミュニティバス事業者）

但し、東京モノレール・東京臨海高速鉄道が発行する「モノレールSuica」と「りんかいSuica」ではビューカードと登録情報が同じであるMy Suicaとリンクさせてのオートチャージは出来ない。

### Suicaインターネットサービス
2009年（平成21年）7月27日より、利用登録をすることによって、自宅などでもSuicaにチャージができる「Suicaインターネットサービス」を開始した。このサービスにより、JR東日本のウェブサイトで利用登録をすると、インターネットの利用によるクレジットカードからのSuicaへのチャージ、およびネットショッピングでのSuicaの利用が可能となる。チャージ金額の決済にはSuica付きのビューカードが必要であり、またSuicaのデータ入出力を行うためのFeliCaポートまたはPaSoRiが必要となる。
このサービスが利用できるのは、Suica付きのビューカードおよびMy Suicaである（My SuicaにはSuica定期券、ゆうちょICキャッシュカードSuica、学生証・社員証Suicaを含む）。ただしSuicaマークが右下にあるMy Suicaでは当サービスが利用できず、その場合はSuicaエリア内のみどりの窓口で新しいものに手数料無しで交換できる（2008年（平成20年）12月以降に発売されたものには右上にSuicaマークがある）。
Suicaエリア外では、クレジットカードによるチャージができるのはモバイルSuicaのみであったが、このサービスによりカード式Suicaへのチャージも可能となった。
チャージ金額は1,000円以上1円単位となる。チャージ上限額の20,000円までチャージする「満タンチャージ」も可能である。
2021年2月9日(火)をもって全サービスを終了。

### Suica定期券
次のビューカードがSuica定期券に対応しており、裏面左中央に定期券情報が記録される。
- ビューカード スタンダード
- ビューカード スタンダード（リボ）
- ビューカード ゴールド
- ルミネカード
- JRE CARD

## 提携カード
各企業と提携しているカードを以下に示す。「JRE CARD」および「ルミネカード」でない場合は、定期券機能がない記名式Suica (My Suica)である。「JRE CARD」はVISAブランドに限りSuica定期券機能付きのカードやSuica機能のないカードを申込時に選択することができる。

### JR東日本グループ
- 駅ビル運営会社などのJR東日本グループ各社と提携し、ポイントサービスや割引きなどの付加価値による顧客管理を兼ね合わせた提携カードを多数発行していた。ルミネカード、アトレクラブビューSuicaカード、エスパルビューSuicaカードなど。ただし、ルミネカード以外の提携カードは2018年7月以降「JRE CARD」に統合された。
- ジェイアール東日本スポーツが運営する「ジェクサー」の個人会員は、2020年まで原則として「ジェクサーVIEW Suicaカード」の会員になり、当該カードにて月会費の支払を行っていた。2020年に「ジェクサーVIEW Suicaカード」の発行が終了し、「JRE CARD」に変更された。
- JR東日本（本社）営業部などが運営主体である「大人の休日倶楽部」の会員証機能を兼ねたカードを2004年（平成16年）から発行しており、吉永小百合が広告キャラクターを務めている。

### 他社

#### 銀行
2007年（平成19年）5月現在、新銀行東京・みずほ銀行・三菱UFJ銀行からそれぞれ自行のICキャッシュカード機能を付加したVIEW Suicaカードが発行されている。これらは、ビューカードおよびSuicaとしては初となる、非接触IC (FeliCa) と接触ICの双方を搭載したカードである。なお新銀行東京提携カードにはセーフティーパス機能も搭載されている。
また、三井住友銀行・三井住友カード・横浜銀行との提携も発表されており、これらの発行開始に先行して2006年（平成18年）よりビューアルッテでは提携行のキャッシュカードによる預金引き出しの取扱いを開始した。提携の状況は次表の通り。
| カードの名称                                         | 提携銀行の名称 | ブランド | 年会費                                                            | 募集開始日     | 備考 |
| ---------------------------------------------------- | -------------- | -------- | ----------------------------------------------------------------- | -------------- | ---- |
| ビュー・スイカ新銀行東京カード                       | 新銀行東京     | JCB      | 無料                                                              | 2005年7月1日   | ※1   |
| みずほSuicaカード                                    | みずほ銀行     | VISA     | 500円                                                             | 2006年3月15日  | ※2   |
| スーパーICカードSuica「三菱UFJ-VISA」 (TypeII)       | 三菱UFJ銀行    | VISA     | 一般：無料 ゴールドカード：10,500円                               | 2007年2月13日  | ※3   |
| SMBC CARD Suica (TypeII)                             | 三井住友銀行   | VISA     | 1,312円                                                           | 2008年10月20日 | ※4   |
| みずほマイレージクラブカード《セゾン》Suica (TypeII) | みずほ銀行     | VISA     | 無料                                                              | 2008年10月20日 |      |
| 横浜バンクカードSuica (TypeII)                       | 横浜銀行       | VISA     | 一般：無料 ゴールドカード：10,500円 ヤングゴールドカード：3,150円 | 2009年4月20日  |      |

- 年会費は税込。

※1 新銀行東京からはPASMOオートチャージ対応のクレジットカードも発行されているが、このカードでPASMOのオートチャージを申し込むことはできない。2008年（平成20年）6月30日をもってサービス終了。
※2 初年度の年会費は無料だが、2年目以降の年会費は条件を充たせば無料となる。2008年（平成20年）9月30日をもって新規募集を終了し、既存契約者も今後の継続はできず、サービス終了となる。
※3 2021年（令和3年）5月18日に新規発行を終了した
※4 2019年（令和元年）6月現在、新規カード・更新カード共に発行停止

#### 航空会社
2005年（平成17年）1月4日からJALグループのJALカードがVIEW Suica JCBを提携ブランドとする提携カード「JALカードSuica」の発行を開始した（申込み受付は2004年（平成16年）12月1日から）。発行当初よりJAL ICサービスも搭載されている。他のJALカードと同様に普通カードとCLUB-Aカード・JALグローバルクラブカードが存在する。

ただし、JALカードの他提携ブランドで発行している家族カードはVIEWカード側に設定が無かったが、2018年（平成30年）7月18日から発行できるようになった。VISA/MasterCardブランドが発行されていないのは、JR東日本→ビューカード（ユーシーカード〈初代〉→クレディセゾン→ユーシーカード〈2代目〉／UCカード）とJALカード（ディーシーカード→三菱UFJニコス／DCカード）で両ブランドの提携先が異なるためとされている。
このカードに限り、JMBマイルからサンクスチャージへの交換（10,000マイルをSuicaチャージ1万円）及び、VIEWサンクスポイントからJMBマイルへの交換（600ポイントを500マイル［ショッピングマイル・プレミアム加入の場合1,000マイル］）が可能となっている。
なお、JALカードSuicaはSuica定期券としては使えない。
航空会社と提携した電子マネーでは、2003年（平成15年）に全日本空輸のANAマイレージクラブとEdy（ビットワレット）の提携例があり、これに対抗した形となったが、2007年（平成19年）になって全日本空輸とも提携し一体型カードを出すと11月29日付の日本経済新聞などで報じられた。これを受けて、JR東日本は「検討をしているが決定していない」とするコメントを発表したが、後に正式合意に至り、12月6日に包括提携を発表した。提携内容は「ANA VISA Suicaカード」（Type IIカード）の発行、AMCマイルからSuicaポイントへの交換など。

#### 流通・小売り
- 2006年（平成18年）3月15日より株式会社ビックカメラと提携し、ビックカメラSuicaカードの発行を開始。
- イオン株式会社・イオンクレジットサービス株式会社との提携によって、2007年（平成19年）2月1日から「イオンカードJCB」にSuica機能を搭載した「イオンSuicaカード」の受付を開始。Type IIカードであるため、発行主体はイオンクレジットサービスであり、同社に申し込むこととなる。後にVISAとMasterCardも発行。

#### 独自系
- 2008年（平成20年）3月17日にヤフー株式会社との提携カード「Yahoo! JAPANカードSuica」を発行。
- 2007年（平成19年）11月6日、JR東日本とトヨタファイナンスがSuicaショッピングサービスとQUICPayの利用箇所拡大を軸にした提携を発表。2008年（平成20年）3月以降に「TOYOTA TS CUBIC VIEW CARD」を Type IIカードとしてトヨタファイナンスより発行開始。なお、このカードにはSuicaは搭載されていない。

## Type IIカード
従来のVIEW Suicaカードは他社提携カードも与信・決済業務はプロパーと同様にJR東日本が行っていたが、Suica事業のさらなる拡大を目指し、Suica機能搭載を条件にVIEWクレジット網の一部開放（JR東日本の駅やえきねっと・モバイルSuicaに限る）を行うこととなった。このカードはType IIカード
と呼ばれカード表面に(ii)マークが付くほか、与信・決済業務はJR東日本ではなく各発行会社が請け負う。このType IIカードは以下の点が制約事項となる。
- JR東日本の駅（みどりの窓口、びゅうプラザ、券売機等）での支払い回数は1回払いのみ。オレンジカードやSuica等は購入（購入は青いカード券売機のみで可能）できない。
- ポイントは各カード会社のポイントとなり、「VIEWプラス」は適用されない。
- 「ビューカードとれTEL」、中央ライナー・青梅ライナーの携帯電話予約サービスは利用できない。
- 「びゅう商品券」の通信販売（JR東日本商事運営）は利用できない。
- JR東日本の駅以外のVIEW加盟店（一部の駅ビルや系列ホテルなど）では、クレジット処理端末の判断によってアクワイアラー（加盟店契約カード会社）の開放ブランド（JCB、UC、VISAなど）となる。
- 「えきねっと」「モバイルSuica」の登録を行う場合、「ビューカード」として登録される。
- モバイルSuicaに搭載できる東海道新幹線のエクスプレスICサービスの決済には利用できない。

### Type IIカードの一覧
- スーパーICカードSuica「三菱UFJ-VISA」およびスーパーICカードSuica「三菱UFJ-VISAゴールド」 （三菱UFJ銀行）
  - カード発行元は三菱UFJ銀行であり、クレジットカードとしての各種インフラは三菱UFJニコス（以下MUN、旧ディーシーカード社）への業務委託により裏面にDCカードマークが付されている。審査とクレジット利用に対する信用保証も三菱UFJニコスへ業務委託されている。スーパーICカードであるため普通預金口座（=クレジット引落口座）のキャッシュカードと一体化しなければ申込みが不可であり、状況によっては別途普通預金口座の開設申込みする必要が有る。
  - かつては旧東京三菱銀行店の口座でしか発行が出来なかったが、システム統合が完了した2008年12月15日以降は旧UFJ銀行店の口座でも発行できるようになった。但し、ICクレジットカード「三菱UFJ-VISA」や他のスーパーICカードを既に所有している場合は当カードへの「切替」ができないため、そちらのクレジットカードを解約した上で新たに申込のうえ審査が必要となるので注意されたい。

- Yahoo! JAPANカードSuica （ヤフー株式会社）
  - 先発の「Yahoo! JAPANカード」と同じく、クレジットカードに係るほとんどの業務はMUN（旧:NICOS）へ委託している。独自のサービスとして、保有しているYahoo!ポイントをSuicaチャージに移行することが可能（1,000 Yahoo!ポイント→1,000円相当）。2015年（平成27年）3月末をもって新規発行停止、2015年（平成27年）7月以降の有効期限の更新カード発行停止。

- イオンSuicaカード （イオンクレジットサービス）
  - 「イオンカード」にSuicaが搭載されている。別途 iD（おサイフケータイ型）をオプションで申し込め、WAONのクレジットによるチャージにも対応する。なお、プロパーのイオンカードからの切り替えも可能であり、カード発行開始から2008年（平成20年）2月までは、VISA/MasterCardブランドのカード会員は、VIEW Suicaカードとイオンカードとでライセンスが異なるためか（VIEWはUCカード、イオンはVISAスペシャルライセンシー→プリンシパルメンバー・Mastercard正会員→Worldwideメンバー）JCBに強制切替となっていたが、2008年（平成20年）2月下旬から同ブランド間での移行が可能になった（その代わり、他のブランドへの切り替えは不可となった）。
  - 中部地方を基盤とするブロック紙である中日新聞（東京新聞及び中日新聞東海本社）の2008年（平成20年）6月20日付け紙面にイオンクレジットによる同カードの広告が掲載されている。

- TOYOTA TS CUBIC VIEW CARD （トヨタファイナンス）
  - 銀行提携カードと同様の非接触IC（Felica）と接触ICチップが一体となったコンビカードであり、Felicaには通常のVIEW Suicaと異なり、QUICPay が搭載され、接触ICチップには他のTS CUBICカードと同様、ICクレジットとETC機能が組み込まれる。

- みずほマイレージクラブカード《セゾン》Suicaカード （みずほ銀行・クレディセゾン）
  - 従来のみずほSuicaカード（TypeIIカードでない）に代わり発行された。みずほマイレージクラブポイント（2009年（平成21年）春から永久不滅ポイントに変更）からSuicaへのチャージが可能（200ポイント→1,000円相当）。ICクレジット機能有り。

- SMBC CARD Suica （三井住友銀行・三井住友カード）
  - カード発行にはSMBCファーストパックが必要。SMBCポイントパックのポイント、およびワールドプレゼントのポイントからSuicaへのチャージが可能（ともに200ポイント→1,000円相当）。ICクレジット機能有り。2019年（令和元年）6月現在、新規カード・更新カード共に発行停止。

- ANA VISA Suicaカード （三井住友カード）
  - 通常の「ANAカード」にEdyの代わりにSuicaが搭載されている。ANAマイルを直接Suicaにチャージすることが可能（10,000 ANAマイル→10,000円相当）である他、ワールドプレゼントのポイントからANAマイルを経由せずにSuicaへのチャージも可能。ICクレジット機能有り。このカード発行を契機に、ANA FESTAにSuicaが導入された。

## 取扱地域
以前のVIEWカードは申込者の居住地域がJR東日本・JR北海道沿線の都道県に限定されていたが、前身のVIEW-VISAカードが導入された2000年（平成12年）3月以降は居住地域の制約が撤廃されており、Suica利用エリア外であっても各種VIEW-Suicaカードの発行の申請ができる。
Suica利用エリア外では、2004年（平成16年）に業務提携したビックカメラの福岡市天神の各店においてSuicaショッピングサービスの取扱とVIEW ALTTEの設置が2006年（平成18年）に始まり、2007年（平成19年）には関東・中部・東北のイオングループ各店舗でWAONと共にSuicaショッピングサービスの取扱が開始されている。
名古屋地区においては、クレジットによりチャージする方法はVIEW ALTTE、モバイルSuica、Suicaインターネットサービスの利用に限られる。VIEW ALTTEが設置されているのは、JR東日本の施設内およびビックカメラの一部店舗のみである。同地区では2010年（平成22年）3月13日にJR東海のTOICAの電子マネーサービスが導入され、同時にSuicaおよびICOCAとの電子マネーサービスの相互利用も開始されている。2008年（平成20年）春の時点では、名古屋市を中心としたSuicaショッピングサービスは、JR東日本、および業務提携先であるクレジットカード会社や流通業各社が本格的に進めることになった。

## 概歴
- 2003年（平成15年）7月1日 - JR東日本の発行するクレジットカードであるビューカードとSuicaイオカードが一体となった「VIEW Suica」（VISA・JCB）を発行開始[1]。VISAブランドは利用可能地域を日本に限定しての開始となる。
- 2004年（平成16年）3月1日 - 「VIEW Suica-MasterCard」登場。
- 2004年（平成16年）4月30日 - 「VIEW Suica-VISA」の国際利用対応型が登場。またSuica機能のない「VIEW-VISAカード」（プロパーカード）の募集を終了。
- 2004年（平成16年）10月1日 - リボルビング払い専用の「VIEW Suicaリボカード」登場。
- 2005年（平成17年）1月4日 - 日本航空との提携でJAL IC機能付きJALカードとVIEW Suicaカードが一体となった「JALカードSuica」登場。
- 2005年（平成17年）7月1日 - ICキャッシュカードと一体となった「ビュー・スイカ新銀行東京カード」登場。
- 2006年（平成18年）1月10日 - 定期券機能付きVIEW Suicaの受付・発行開始。
- 2006年（平成18年）3月15日 - 「ビックカメラSuicaカード」および「みずほSuicaカード」登場。
- 2006年（平成18年）10月1日 - オートチャージサービス開始。
- 2007年（平成19年）2月1日 - 「イオンSuicaカード」受付開始（TypeIIカード）。
- 2007年（平成19年）2月13日 - 「スーパーICカードSuica「三菱東京UFJ-VISA」」登場（TypeIIカード）。
- 2008年（平成20年）3月17日 - 「Yahoo! JAPANカードSuica」の受付開始（TypeIIカード）。
- 2008年（平成20年）10月20日 - 「みずほマイレージクラブカード《セゾン》Suica」の受付開始（TypeIIカード）。
- 2008年（平成20年）10月22日 - 「ANA VISA Suicaカード」の受付開始（TypeIIカード）。
- 2009年（平成21年）4月20日 - 「横浜バンクカードSuica」の受付開始（TypeIIカード）。
- 2010年（平成22年）2月1日 - JR東日本の子会社である株式会社ビューカードが、JR東日本からクレジットカードに関する事業を承継。
- 2015年（平成27年）4月22日 - 定期券機能付きゴールドカード「VIEW ゴールドプラスカード」登場。
- 2024年(令和6年)11月15日 - この日より後に発行されたカードが名称・デザイン変更。「ビュー・スイカ」カードが「ビューカード スタンダード」に、「ビュー・スイカ」リボカードが「ビューカード スタンダード（リボ）」に、「ビューゴールドプラスカード」が「ビューカード ゴールド」に変更された。これら３つのカードはカードのデザインが一新され、「ビューカード ゴールド」は新たにVISAブランドが使用可能になった。